# Cuerpo (teología)
Hoy en día nos podemos encontrar con la prevalencia de la idea platónica sobre el cuerpo humano. Ésta nos dice que el cuerpo es un estorbo para el alma donde ésta se ve encarcelada, impidiendo la visión de las ideas por parte del alma. Aunque, cabe aclarar, a lo largo del tiempo existieron (y aún existen) diversas opiniones al respecto. 

## Teología del Cuerpo
San Juan Pablo II desarrolló la Teología del Cuerpo para evitar dos extremos: una visión negativa y otra hedonista del cuerpo. Sin embargo, la distinción entre cuerpo y alma solo puede ser pensada, ya que esta concepción antagonista donde cuerpo y alma van separadas haría imposible que el hombre llegara a su plenitud. No se ama solo con el cuerpo ni solo con el alma. Ama la persona entera, cuerpo y alma. Es en su cuerpo donde el hombre se abre al encuentro con el mundo y descubre en él una promesa de felicidad. El cuerpo ha sido hecho por Dios para ser un puente que una a las personas.
"Además el cuerpo no es para la fornicación, sino para el Señor, y el Señor para el cuerpo. No sabéis que vuestro cuerpo es templo del Espíritu Santo?. Usad pues, vuestro cuerpo para honrar a Dios." Ambas frases las podemos encontrar en el sexto capítulo de la Primera epístola a los corintios de San Pablo. El cuerpo tiene una dignidad muy superior. No sólo reduce a la unidad a los miembros que lo constituyen.

## Masculinidad y feminidad
Según la ideología de género el sexo se ve como una propiedad más del cuerpo, convirtiéndose en una decisión personal y libre. Por el contrario, sabemos que la masculinidad y la feminidad son integrales a la identidad propia del hombre. La diferencia sexual forma parte constitutiva de la persona y la define de manera esencial. Somos hombre o somos mujer en todas las dimensiones de la persona, la diferencia sexual nos identifica hasta la raíz de nuestro ser.